# عراقيون في الإمارات العربية المتحدة
العراقيون في الإمارات العربية المتحدة وهم الجالية العراقية الموجودة في الإمارات العربية المتحدة والإماراتيين ذوي الأصل العراقي هناك ، يناهز عددهم حوالي 100 ألف نسمة في ابو ظبي  و 100 ألف في دبي و 50 الف في الشارقة  ، هاجروا إلى الإمارات إما بسبب ظروف العراق الأمنية والسياسية السيئة أو طلباً لفرص أفضل للعمل ، وتعتبر الجالية العراقية هناك من أكبر الجاليات العربية هناك ، ويقطن أغلبهم في المدن الكبيرة مثل ابو ظبي و دبي و الشارقة.

## شخصيات معروفة
- علي أبو خمرة الحربي
- مهند أبو خمرة الحربي
- صوفيا جواد
- ياسين السلمان
- سهير القيسي
- مريم حسين
- مها النمر
- علياء الشمري
- اسراء الشمري